# Санта-Фе-Спрінгс (Каліфорнія)
Санта-Фе-Спрінгс (англ. Santa Fe Springs) — місто (англ. city) в США, в окрузі Лос-Анджелес штату Каліфорнія. Населення — 19 219 осіб (2020).

## Географія
Санта-Фе-Спрінгс розташована за координатами 33°56′1″ пн. ш. 118°3′45″ зх. д. / 33.93361° пн. ш. 118.06250° зх. д. (33.933565, -118.062611).  За даними Бюро перепису населення США в 2010 році місто мало площу 23,09 км², з яких 22,98 км² — суходіл та 0,10 км² — водойми.

## Демографія
Згідно з переписом 2010 року, у місті мешкали 16 223 особи в 4747 домогосподарствах у складі 3687 родин. Густота населення становила 703 особи/км².  Було 4976 помешкань (216/км²).
Расовий склад населення:
| - 58,6 % — білих - 4,2 % — азіатів - 2,3 % — чорних або афроамериканців - 1,4 % — корінних американців - 0,2 % — вихідців з тихоокеанських островів - 29,0 % — осіб інших рас |

До двох чи більше рас належало 4,2 %. Частка іспаномовних становила 81,0 % від усіх жителів.
За віковим діапазоном населення розподілялося таким чином: 26,4 % — особи молодші 18 років, 60,3 % — особи у віці 18—64 років, 13,3 % — особи у віці 65 років та старші. Медіана віку мешканця становила 35,3 року. На 100 осіб жіночої статі у місті припадало 93,0 чоловіків;  на 100 жінок у віці від 18 років та старших — 90,0 чоловіків також старших 18 років.
Середній дохід на одне домашнє господарство  становив 68 819 доларів США (медіана — 53 168), а середній дохід на одну сім'ю — 79 086 доларів (медіана — 64 958). Медіана доходів становила 49 527 доларів для чоловіків та 36 432 долари для жінок. За межею бідності перебувало 12,6 % осіб, у тому числі 15,3 % дітей у віці до 18 років та 7,5 % осіб у віці 65 років та старших.
Цивільне працевлаштоване населення становило 7125 осіб. Основні галузі зайнятості: освіта, охорона здоров'я та соціальна допомога — 25,3 %, виробництво — 13,2 %, роздрібна торгівля — 10,0 %, науковці, спеціалісти, менеджери — 8,2 %.